# Zdenko Morović
Zdenko Morović (Caracas, 31 de agosto de 1966-12 de febrero de 2024) fue un futbolista venezolano de origen croata. De niño conjuntamente con su hermano Vladimir jugo con el Hajduk Split en Croacia. 
Jugó entre 1987 y 1989 con la Selección de fútbol de Venezuela en dos partidos amistosos, dos partidos de eliminatoria y uno de Copa América.

## Selección nacional
Con la selección nacional jugó un solo partido de la Copa América 1987, donde anotó un auto gol al 39' en la derrota 0:5 ante Brasil el 26 de agosto de ese año. Participó en dos juegos de la eliminatoria sudamericana de 1990, recibiendo una tarjeta amarilla.

## Clubes
| Club                 | País      | Año       |
| -------------------- | --------- | --------- |
| Deportivo Italia     | Venezuela | 1986-1988 |
| Marítimo             | Venezuela | 1990-1991 |
| Caracas              | Venezuela | 1991-1993 |
| Deportivo Italchacao | Venezuela | 1996      |

## Vida personal
Nació en Caracas, proveniente de una familia croata de la ciudad de Zadar, en la costa de Dalmacia mar Adriático). A los 13 años fue a Croacia para jugar en las categorías juveniles del Hajduk Split.
En el 2009, el deportista fue diagnosticado con miocarditis viral, por lo que decidió salir de Venezuela, ya que allí no se practicaban ese tipo de trasplantes.